# Organització territorial de la Federació de Bòsnia i Hercegovina

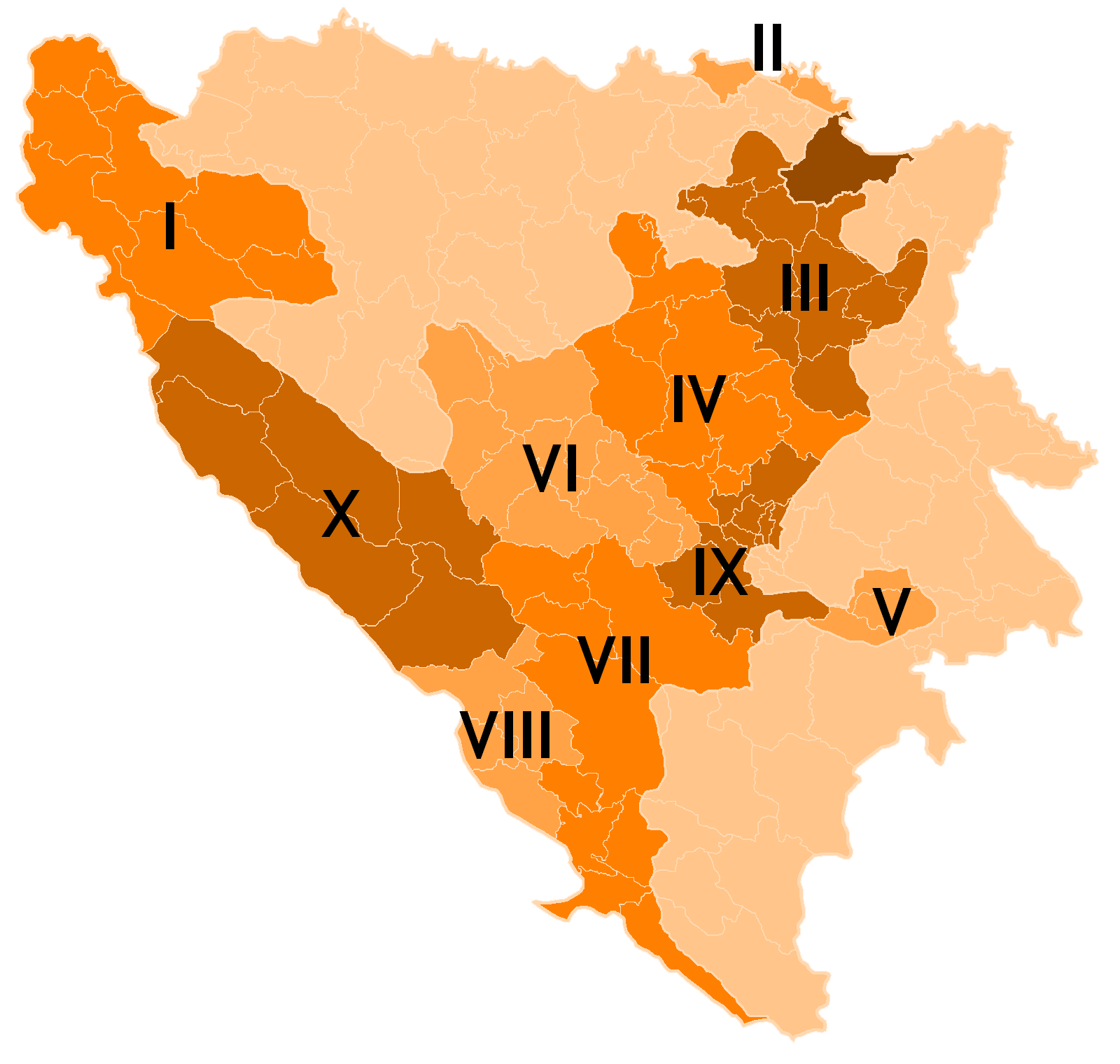
Mapa detallant, en números romans, els cantons de la federació i les seves respectives municipalitats.

La Federació de Bòsnia i Hercegovina es troba subdividida en deu cantons. Al seu torn, aquests cantons estan dividits internament en nombros municipis.

## Cantons
| #    | Escut | Cantó                    | nom oficial                        | capital       |
| ---- | ----- | ------------------------ | ---------------------------------- | ------------- |
| I    |       | Una-Sana                 | Unsko-Sanski Kanton                | Bihać         |
| II   |       | Posavina                 | Posavski Kanton                    | Orašje        |
| III  |       | Tuzla                    | Tuzlanski Kanton                   | Tuzla         |
| IV   |       | Zenica-Doboj             | Zeničko-Dobojski Kanton            | Zenica        |
| V    |       | Podrinje Bosnià          | Bosanskopodrinjski Kanton          | Goražd'i      |
| VI   |       | Bòsnia Central           | Srednjebosanski Kanton             | Travnik       |
| VII  |       | Hercegovina-Neretva      | Hercegovačko-neretvanski Kanton    | Mostar        |
| VIII |       | Hercegovina Occidental   | Zapadnohercegovački Kanton         | Široki Brijeg |
| IX   |       | Sarajevo                 | Kanton Sarajevo                    | Sarajevo      |
| X    |       | Herzeg-Bòsnia (Cantó 10) | Hercegbosanska županija, Kanton 10 | Tomislavgrad  |

## Municipalitats
A continuació apareix una llista amb totes aquelles municipalitats que subdivideixen internament a la Federació de Bòsnia i Hercegovina:
| - Banovići - Bihać - Bosanska Krupa - Bosanski Petrovac - Bosansko Grahovo - Breza - Bugojno - Busovača - Bužim - Čapljina | - Cazin - Celic - Centar - Čitluk - Doboj Istok - Doboj Jug - Dobretići - Domaljevac-Šamac - Donji Vakuf - Drvar | - Foča-Ustikolina - Fojinica - Glamoc - Goražd'i - Gornji Vakuf-Uskoplje - Gračanica - Gradačac - Grude - Hadžici - Ilidža | - Ilijaš - Jablanica - Jajce - Kakanj - Kalesija - Kiseljak - Kladanj - Ključ - Konjic - Kreševo | - Kupres - Livno - Ljubuški - Lukavac - Maglaj - Mostar - Neum - Novi Grad - Novo Sarajevo - Novi Travnik | - Odžak - Olovo - Orašje - Pale-Praça - Posušje - Prozor-Branca - Ravno - Sanski Most - Sapna - Široki Brijeg | - Srebrenik - Stari Grad - Stolac - Teočak - Tesanj - Tomislavgrad - Travnik - Trnovo - Tuzla - Usora | - Vares - Velika Kladuša - Visoko - Vitez - Vogosca - Zavidovići - Zenica - Žepče - Živinice |